# Susan Haack

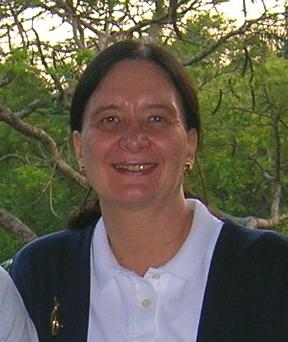
Susan Haack aan de universiteit van Miami, 2005

Susan Haack (1945) is een Britse professor in de filosofie en rechten aan de universiteit van Miami in de Verenigde Staten. Haar interesse en publicaties gaan uit naar logica, taalfilosofie, kenleer en metafysica. Ze hangt tevens een vorm van pragmatisme aan, grotendeels geïnspireerd door en in navolging van C.S. Peirce. Haack studeerde aan St Hilda's College van de Universiteit van Oxford.

## Filosofie
De grootste bijdrage van Haack aan de filosofie is haar in 1993 verschenen boek Evidence and Inquiry waarin ze een epistemologische theorie uiteenzet, namelijk het foundherentisme. Hiermee poogt ze zowel de logische problemen van het foundationalisme als dat van het coherentisme te ontwijken. Ze illustreert dit met de metafoor van het kruiswoordraadsel: een antwoord hierin vinden via een aanwijzing is analoog met het gebruik van een fundering (via empirisch bewijs). Daarnaast is ook het ervoor zorgen dat de kruisende woorden beide zinvol zijn, analoog met een rechtvaardiging door coherentie. Beide zijn dus noodzakelijke componenten in de rechtvaardiging of fundering van kennis. Een kritiek is wel dat bij nader onderzoek deze theorie tevens zou vervallen in louter foundationalisme.
Daarnaast is Haack een sterke criticus van de filosofie van Richard Rorty Ze schreef een toneelstuk getiteld "We Pragmatists ...Peirce and Rorty in Conversation", dat volledig bestaat uit citaten van beide filosofen. Ook heeft ze een essay geschreven waarin ze vele stellinginnames van Rorty bekritiseert, waaronder vooral zijn claim een soort van pragmatist te zijn.

## Selecte bibliografie
- 1974. Deviant Logic. Cambridge University Press.
- 1978. Philosophy of Logics.
- Haack, Susan, Kolenda, Konstantin (1977). Two Fallibilists in Search of the Truth. Proceedings of the Aristotelian Society 51 (Supplementary Volumes): 63–104.
- 1993, Evidence and Inquiry.
- 1996, Deviant Logic, Fuzzy Logic: Beyond the Formalism. The University of Chicago Press. (Extends the 1974 Deviant Logic, with some additional essays published between 1973 and 1980, particularly on fuzzy logic, cf The Philosophical Review, 107:3, 468-471 )
- 1997, "Vulgar Rortyism," The New Criterion 16.
- 1998. Manifesto of a Passionate Moderate: Unfashionable Essays.
- 2003. Defending Science: Within Reason Between Scientism and Cynicism. ISBN 1-59102-117-0.
- 2005, "Trial and Error: The Supreme Court's Philosophy of Science, ," American Journal of Public Health.
- 2006 (edited with Robert Lane). Pragmatism, Old and New.
- 2008. Putting Philosophy to Work: Inquiry and Its Place in Culture